# Leandriella
Leandriella es un género de plantas con flores perteneciente a la familia Acanthaceae.  El género tiene 2 especies descritas.

## Taxonomía
El género fue descrito por Raymond Benoist y publicado en Notulae Systematicae. Herbier du Museum de Paris 8: 155. 1939. La especie tipo es: Leandriella valvata Benoist 

## Especies
- Leandriella oblonga Benoist
- Leandriella valvata Benoist